# Bad Aussee
Bad Aussee est une commune autrichienne du district de Liezen en Styrie. Bad Aussee est Ville alpine de l'année 2010.

## Jumelage
Plaisir (Yvelines) (France), depuis 1982